# Форель (Шуберт)
Форель (нем. Die Forelle) — песня Франца Шуберта на текст К. Ф. Д. Шубарта. Номер по каталогу О.Э. Дойча — D 550. Существует в пяти редакциях, возникших между 1816 и 1821 годами. «Форель» Шуберта — одна из наиболее репертуарных его песен (обычно исполняется в четвёртой редакции, с пятитактовым инструментальным вступлением).

## В кинематографе
- «Не пойман — не вор» — французская кинокомедия 1958 года с Луи де Фюнесом в главной роли.
- «Стелла» — американский кинофильм 1990 года, в котором главную роль исполнила Бетт Мидлер.
- «Шерлок Холмс: Игра теней».
- «Мыслить как преступник» 2 сезон 1 серия «Король-рыбак»
- «Никогда не говори никогда» Never Say Never Again, 1983г.

## Другое
Стиральные машины Samsung проигрывают эту мелодию после окончания стирки